# 24 (seizoen 3)
Dit artikel gaat over seizoen 3 van de Amerikaanse televisieserie 24. Het seizoen ging in première op 28 oktober 2003 en duurde tot en met 25 mei 2004.
In Nederland werd het seizoen uitgezonden door Yorin in 2004 en 2005.

## Verhaal
Dag 3 begint en eindigt om één uur 's middags, en speelt zich af in september 2008. Op dag 3, drie jaar na het voorkomen van een oorlog tegen drie landen uit het Midden-Oosten in seizoen 2, keert Jack terug van een undercovermissie. Tony Almeida is sindsdien getrouwd met Michelle Dessler.
Tussen seizoen twee en drie in is Jack al enige tijd als undercoveragent bezig geweest te infiltreren bij de beruchte familie Salazar. Leider van de Salazars is Ramón, die in de gevangenis van Los Angeles zit dankzij Jacks undercoverwerk. Als blijkt dat Ramóns broer Hector betrokken is bij een deal omtrent het Cordilla-virus, moet Jack alle persoonlijke gevoelens opzij zetten en Ramón helpen te ontsnappen zodat het virus niet losgelaten wordt. Jack reist mee naar Mexico en probeert om zowel het Cordilla-virus te bemachtigen als ook de Salazars uit te schakelen. Chase, de vriend van Kim Bauer, die overigens nu een baan heeft bij CTU. Chase is in de tussentijd op eigen onderzoek uitgegaan en ook afgereisd, alwaar hij tegenover Jack komt te staan die nog steeds undercover is.
De deal met het virus mislukt als een onverwachte bekende opduikt: Nina Meyers. Nina heeft voor haar hulp in seizoen twee alsnog immuniteit gekregen en is dus op vrije voeten. Namens haar opdrachtgever biedt ze een hoger bedrag voor het virus dan Jack namens de Salazars doet en Nina krijgt het virus. Jack gaat achter Nina aan en via haar komt hij aan de grote man achter het virus: Michael Amador. Amador heeft samen met de chemicus Alvers het Cordilla-virus naar Los Angeles gebracht en ze dreigen een buisje met het virus los te laten in een hotel. Jack heeft Nina inmiddels naar CTU laten brengen waar ze haar gaan ondervragen. Amador wordt opgespoord en gevangengenomen door Jack, maar hij laat Amador gaan om hem naar het juiste hotel te leiden waar het virus verspreidt zal worden. Terug bij CTU probeert Nina Meyers te ontsnappen, maar Jack weet haar tegen te houden en doodt haar.
Michelle Dessler is naar het hotel gegaan in een laatste poging om het buisje met het virus te vinden, maar dat mislukt. Het virus breekt uit in het hotel, maar alles blijft redelijk onder controle. Wel blijkt een groot aantal hotelgasten besmet te zijn en ze sterven op zeer korte termijn. Slechts een enkeling blijkt resistent, waaronder Michelle.
President Palmer is in de strijd om zijn tweede termijn als president en hij moet het opnemen tegen senator Keeler. Wayne Palmer, de broer van de president, is als stafchef in functie van David Palmer. Wayne heeft een verhouding gehad met de vrouw van een van de grootste investeerders van David, Allan Milliken. Deze vraagt David Palmer zijn broer te ontslaan anders zal hij zijn steun aan David intrekken. Sherry Palmer schiet te hulp en ze laat Milliken doodgaan door hem te onthouden van zijn medicijnen. In een poging om zichzelf vrij te pleiten, komt Sherry tegenover de vrouw van Milliken te staan: Julia. Julia schiet Sherry dood en pleegt vervolgens zelfmoord.
Ondertussen is Jack erachter gekomen dat niet Amador de grote man achter het Cordilla-virus is, maar zijn vroegere collega Saunders. In Kosovo (nog voor het begin van seizoen 1, waarover alleen gepraat wordt als herinnering) heeft Jack samen met Saunders gevochten tegen de familie Drazen. Jack liet Saunders voor dood achter destijds, maar dat blijkt dus niet het geval te zijn geweest. Saunders heeft 11 buisjes met het Cordilla-virus verspreid in de Verenigde Staten en dreigt ze stuk voor stuk los te laten als Jack niet doet wat hij zegt. In een race tegen de klok moet Jack proberen Saunders te traceren. Dit lukt echter niet op tijd, waardoor Jack gedwongen wordt om Ryan Chapelle (hoofd CTU) te vermoorden. Via de dochter van Saunders weet CTU de locatie van Saunders te traceren. Wanneer Saunders op het punt staat in de boeien geslagen te worden in zijn verblijfplaats krijgt Tony Almeida te horen dat de maten van Saunders zijn vrouw Michelle hebben gegijzeld. Tony moet het CTU-team, dat op het punt staat het gebouw waar Saunders zich bevindt, misleiden, anders zullen ze zijn vrouw doden. Tony doet wat hem wordt opgedragen. Dan moet Tony de dochter van Saunders, de enige troefkaart die CTU in handen heeft om Saunders te chanteren, terugbrengen naar hem in ruil voor zijn vrouw. Dit moet allemaal ongemerkt gebeuren voor CTU, maar Jack Bauer komt erachter wat er aan de hand is en eist dat een CTU-team bij de overdracht aanwezig is zodat ze Saunders kunnen arresteren. Het blijkt perfect te werken.
Uiteindelijk weet CTU 10 van de 11 buisjes met het virus te vinden. De laatste is onvindbaar en blijkt bedoeld te zijn voor Los Angeles. Een groots opgezette zoekactie wordt op touw gezet om de persoon die de buisjes heeft te vinden. Hij wordt uiteindelijk in de metro gevonden, en doodgeschoten in een school door Jack Bauer.

## Afleveringen
Het seizoen bestaat uit 24 afleveringen met elk een speelduur van ongeveer 42 minuten, reclame niet meegerekend.

## Achtergronden
- Dit is het eerste seizoen waarbij de eerste scène zich in de Verenigde Staten afspeelt.
- Dit is het eerste seizoen dat niet eindigt met een cliffhanger en een "stille klok".
- Dit is het enige seizoen waarbij het hoofdprobleem alle 24 afleveringen hetzelfde is, een virus dat verspreidt kan worden door terroristen.
- Als groot pluspunt van het eerste seizoen werd gezien dat ieder personage uit dat seizoen anders kon zijn dat diegene zich eerder in het seizoen voordeed. Voor seizoen 4 werd besloten de contracten voor de meeste acteurs niet te verlengen, om dit gevoel weer terug te brengen. Seizoen 3 wordt dan ook gezien als een afsluiter van een trilogie van drie seizoenen, omdat de serie vanaf seizoen 4 flink werd vernieuwd.
- Claudia, gestalte gegeven door actrice Vanessa Ferlito, zou aanvankelijk in dit seizoen een relatie krijgen met Jack Bauer. Omdat Ferlito een rol kreeg aangeboden in de komediefilm Man of the House, werd besloten haar personage te laten sterven.
- In aflevering heeft terrorist Stephen Saunders het over zijn website www.sylviaimports.com. Die domeinnaam is gekocht door de producenten van 24 en bevat een boodschap waarin wordt gezegd dat er ook een vierde seizoen van de serie zal komen.
- In een paspoortfoto van Nina Meyers is te lezen dat het paspoort op naam staat van Sarah Berkeley. In werkelijkheid is dat de naam van de actrice achter Nina Myers sinds ze getrouwd is met Xander Berkeley. Dit zou een fout kunnen zijn, maar het zou ook kunnen dat Meyers een vals paspoort gebruikt.
- In de scène waarin Sherry Palmer wordt doodgeschoten is in een koelkastdeur de reflectie van een crewlid te zien.
- Het vliegtuig waarmee Jack Bauer en Salazar naar Mexico vliegen heeft als naam Aeromexicana, een samenvoegingen van de Mexicaanse luchtvaartmaatschappijen Aeromexico en Mexicana.